# نیکلاس گیاکوبونه
نیکلاس گیاکوبونه (اسپانیایی: Nicolás Giacobone‎) یک فیلم‌نامه‌نویس اهل آرژانتین است. وی از سال ۲۰۰۳ میلادی تاکنون مشغول فعالیت بوده‌است. 
او در سال ۲۰۱۵ میلادی به همراه «الخاندرو گونسالس اینیاریتو»، «آرماندو بو» و «الکساندر دینلاریس» بابت نگارش فیلم‌نامهٔ بردمن، برندهٔ جایزه اسکار بهترین فیلم‌نامه غیراقتباسی شد.